# I'm Set Free
„I'm Set Free“ je píseň americké skupiny The Velvet Underground. Vyšla na sedmé pozici třetího alba skupiny, jež dostalo název The Velvet Underground a vyšlo v březnu roku 1969. Koncertní nahrávka písně (vznikla koncem listopadu 1969) vyšla v roce 2015 na albu The Complete Matrix Tapes. Na albu Heaven & Hell: A Tribute to the Velvet Underground (1990), respektive Fifteen Minutes: A Tribute to The Velvet Underground (1994), nahrála vlastní verzi písně anglická kapela New FADS. Americká skupina Yo La Tengo vydala svou verzi písně na kompilačním albu Genius + Love = Yo La Tengo. Anglický hudebník Brian Eno, který skupinu The Velvet Underground označoval za svůj velký vzor, nahrál svou verzi písně pro své album The Ship (2016). Svou verzi písně rovněž společně nahráli Thom Yorke a Beck.